# グラム陽性菌

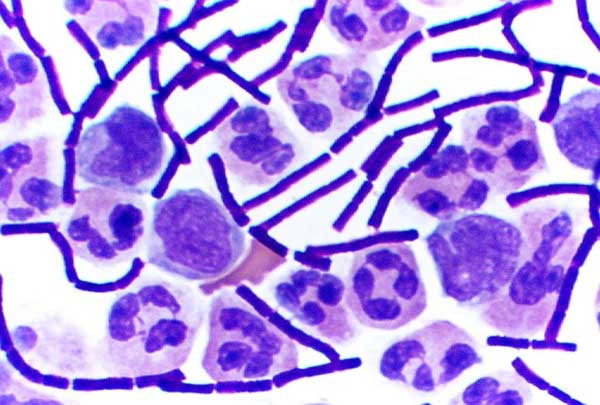
脳脊髄液検体のグラム陽性の炭疽菌（紫色の桿状構造物）。他の細胞は白血球。

グラム陽性菌（グラムようせいきん、英: Gram-positive bacteria）とは、グラム染色により紺青色あるいは紫色に染色される細菌の総称。これに対して赤色あるいは桃色を呈すものをグラム陰性菌と呼ぶ。
大半は外膜を持たないMD細菌（単膜細菌）であるフィルミクテス門と放線菌、一部のクロロフレクスス門であるが、DD細菌（二重膜細菌）であるデイノコックス・テルムス門の一部も例外的にグラム陽性で、逆にMD細菌であるクロロフレクスス門の一部やテネリクテス門はグラム陰性である。
かつてグラム陽性の真正細菌は、フィルミクテス門Firmicutesに一括してまとめられた時期がある。命名はグラム陽性菌の厚い細胞壁にちなんでおり、ラテン語のFirmisフィルミス（強固な）とcutisクティス（皮膚）の合成語であった。ここには、現在のフィルミクテス門に含まれる低GCグラム陽性細菌の他に、現在は別の門として扱われる放線菌(高GCグラム陽性細菌)やデイノコックスなども含まれていた。

## 特徴

ペプチドグリカンの構造

一般的にグラム陽性菌には下記の特徴が存在する。
1. 外膜を持たない（グラム陰性菌は細胞膜と外膜の2つの脂質膜に包まれている）
2. 厚いペプチドグリカン層の存在（グラム陰性菌はペプチドグリカン層が薄い）
  - キレート因子としての役割を果たし、かつある種の粘着性を有するタイコ酸 (en:Teichoic acid) とリポタイコ酸 (en:Lipoteichoic acid) が存在する。特殊なタイコ酸であるリポタイコ酸は脂質成分を含み、脂質成分を膜に埋没させることによりペプチドグリカンの支持を補助する。

グラム染色法では、このペプチドグリカンの構造の違いが両者を染め分けている。グラム陽性菌は細胞壁の厚いペプチドグリカン層がエタノールによる脱色を防ぎ、先に染色されたクリスタルバイオレットの紫色を保持する。一方、グラム陰性菌ではペプチドグリカン層が薄いため、クリスタルバイオレットが簡単に脱色されてしまい、対比染色のサフラニンによる赤色が強く出る。

## 分類
多くのグラム陽性菌はフィルミクテス門と放線菌門に分類される。一般的な傾向として、DNA中のグアノシン、シトシン含有量が少ないものがフィルミクテス、多いものが放線菌である。
グラム陽性菌に属する細菌の属としてBacillus、Listeria、Staphylococcus、Streptococcus、Enterococcus、Clostridiumなどの属がよく知られている。広義にはMycoplasmaのような細胞壁を持たないためにグラム染色できないモリクテス綱の細菌もグラム陽性菌に分類される。
これら以外にグラム陽性に染色される生物としては、デイノコックス・テルムス門のDeinococcusが挙げられる。この細菌は非常に厚いペプチドグリカン層を持つため陽性に染色されるが、外膜を持つなど構造的にはむしろグラム陰性菌に類似している。
真正細菌の中で分類的には以下のようになっている。
- 真正細菌ドメイン
  - フィルミクテス門（外膜なし。ネガティウィクテス綱（外膜を保有）を除く4綱がグラム陽性）
  - 放線菌門（外膜なし。6綱すべてグラム陽性。ただし抗酸菌は不定型）
  - デイノコックス・テルムス門（外膜あり。2目のうちデイノコックス目がグラム陽性）
  - クロロフレクサス門（リポ多糖が無く、外膜を欠くとする報告がある。系統的にグラム陰性菌とグラム陽性菌が混在する）
  - テネリクテス門（外膜なし。細胞壁を欠損するためグラム陰性だが、フィルミクテス門にごく近縁でありグラム陽性菌とされることがある）

この5門に藍藻を加えた6門で、テッラバクテリアというクレードを形成する仮説がある。
また、古細菌の中にもグラム陽性に染色されるものがある。ただし、陽性に染色される原因や細胞壁の構造、抗生物質感受性などはこの記事に挙げる典型的なグラム陽性菌とは異なっている。グラム陽性に染色される古細菌の例としては、メタノバクテリウム綱とメタノピュルス綱、Methanosarcinaなどが挙げられる。

## 発病機序
ヒトの病原細菌の多くはグラム陰性菌である。古典的には6つのグラム陽性菌がヒトの典型的な病原体である。
球菌
ストレプトコッカス属とスタフィロコッカス属の2つである。
桿菌
このうち、コリネバクテリウム属とリステリア属は芽胞を形成しないが、バシラス属とクロストリジウム属は芽胞を形成する。
 芽胞形成細菌は呼吸様式によりさらに細分することができ、バシラス属は通性嫌気性であり、クロストリジウム属は偏性嫌気性である。
また、分子系統ではコリネバクテリウム属が放線菌門、その他のストレプトコッカス属、リステリア属、バシラス属、及びクロストリジウム属はフィルミクテス門に属している。